# Епімеризація
Епімеризація (рос. эпимеризация, англ. epimerization) — взаємоперетворення (інтерковерсія) епімерів, коли конфігураційної інверсії зазнає лише один хіральний елемент із декількох, які є в молекулі. Отже оптично активний субстрат завжди даватиме системи з певним залишковим оптичним обертанням, наприклад, при мутаротації глюкози.
Епімеризація може бути як оборотною, так і необоротною. Відбувається під дією лугів, кислот, ферментів.